# Tuhár
Tuhár (in ungherese Tugár) è un comune della Slovacchia facente parte del distretto di Lučenec, nella regione di Banská Bystrica.